# Un gallo con muchos huevos
Un gallo con muchos huevos (conocida como Huevos: Little Rooster's Egg-cellent Adventure en los Estados Unidos) es una película mexicana de animación escrita y dirigida por Gabriel Riva Palacio Alatriste y Rodolfo Riva Palacio Alatriste y producida por Huevocartoon Producciones. Es la tercera entrega de la serie Huevos y la secuela de Otra película de huevos y un pollo (2009), así como el cuarto largometraje de Huevocartoon en general.
Parte del reparto principal de voces de las dos cintas previas, liderado por Bruno Bichir, Carlos Espejel y Angélica Vale, retorna como sus respectivos papeles, y se suman las incorporaciones de Maite Perroni, Omar Chaparro, Sergio Sendel, Ninel Conde, José Lavat, María Alicia Delgado y Facundo como nuevos personajes.
En la película, el joven gallo Toto (Bichir) se prepara para disputar una pelea de gallos contra un importante combatiente, el campeón invicto Bankivoide (Sendel), para salvar de la quiebra a Granjas El Pollón, el hogar suyo y de sus amigos que fue sometido a una apuesta por el representante del atleta. Para lograr la victoria, Toto tendrá que hacerle frente a sus miedos e inseguridades.
Se estrenó el 20 de agosto de 2015 en México y otros países latinoamericanos y el 4 de septiembre en los Estados Unidos. Es la película más taquillera de la historia del cine animado mexicano.
Obtuvo una nominación a los Premios Platino 2016 en la categoría a Mejor Película de Animación.
La película es enteramente en CGI 3D. Mantiene una serie de bromas de doble sentido no dañinas para el género infantil.

## Sinopsis
Continuando sus vidas dentro de las Granjas "El Pollón", Toto (Bruno Bichir) es ahora un joven gallo de granja, pero sus sueños van más allá que despertar a todos los animales cada mañana. Aún conserva a sus amigos Willy (Carlos Espejel), Bibi (Angélica Vale), Tocino y Confi (Gabriel Riva Palacio) aunque a ellos se suma Di (Maite Perroni), una joven gallina que es una gran amiga de Toto aunque ella está enamorada de él. A la vez, Toto es impulsado a fungir sus labores de gallo de granja por el padre de Di: Don Poncho (José Lavat †).
Previamente el amanecer, Don Poncho lleva a Toto al granero para poder despertar a todos a través de su canto pero esto sale mal cuando Toto empieza a gritar en lugar de cantar, causando estragos en toda la granja. Al haber despertado a todos con su "cantar", Toto y los demás animales presencian las malas noticias por parte de la propietaria, quien era Doña Pancracia "La Abuelita", quien coloca un letrero para vender la propiedad de las granjas a causa de las deudas pendientes.
Después de ver las opciones, Don Poncho sugiere ir al palenque del pueblo donde puede poner la granja en una apuesta para ganar dinero y así pagar la deuda de la granja, idea que es respaldada por Toto y los demás. Para esto, Don Poncho va acompañado de Toto, Di, Willy, Bibi, Tocino y Confi. Para que dicha apuesta se lleve a cabo, Don Poncho busca un trato con el Huevo Padrino, un huevo de buitre que rige el mundo de las apuestas dentro del palenque a través de las peleas de gallos. Después de conversar en privado, el Padrino determina que las Granjas "El Pollón" deben apostarse ante el Oscuro, un ranchero embustero engaña a los dueños de granjas. Asimismo, la pelea será la evento estelar del palenque. Y por último, quién se enfrentaría en dicha lucha no sería Don Poncho sino el propio Toto frente al Bankivoide (Sergio Sendel), el gallo campeón del palenque y gallo perteneciente al Oscuro. A causa de esto, Toto entiende que el destino de la granja y sus habitantes está en sus “alas” y tiene dos semanas para entrenar.
En una búsqueda de soluciones, Don Poncho se dirigió al bosque para hallar a quien pudiese entrenar a Toto. En un mar de preguntas, Don Poncho revela que fue un gallo de pelea al servicio del Padrino donde tuvo que enfrentarse a un gallo bastante raro y a causa de que era superado en habilidades, huyó de la pelea. Por si fuera poco, el gallo con quien peleó en realidad era un pato por lo que, tuvo que retirarse de las peleas y alejarse del palenque. Esto hace que Don Poncho busque a dicho pato para que entrene a Toto.
En su recorrido, encuentran un lago repleto de patos que desarrollaban "batallas". A raíz de eso, Don Poncho propone que Toto se enfrente a ellos en una pelea aunque ignoran que las peleas que los patos practicaban eran batallas de rap. Al ser objeto de abucheos, los patos presentan a su peleador para luchar con Toto y llega a derrotarlo fácilmente. Cuando logran reanimar al gallo golpeado, reciben la visita de Patín Patán, un huevo de pato que había presenciado la paliza y que recrimina el accionar de Toto al enfrentarse a un pato en una pelea. Al aclarar los malos entendidos, resulta que Patín Patán es hijo del pato que había derrotado a Don Poncho. Quedando en un trato con beneficios, Patín Patán entrena a Toto en el plazo de dos semanas bajo el riesgo de que este es alguien emocionalmente inestable.
Llegado el plazo, Toto se siente bien preparado y a la vez nervioso pero recibe el consejo de Don Poncho sobre que para ganar, debe de hallar su "golpe" el cual está en su canto. Mientras dormía, tiene una pesadilla fuerte sobre su suerte en el palenque por lo que decide no participar en la pelea, huyendo de la granja. Esto hace que la Abuela lleve a Don Poncho como su gallo de pelea, aun cuando este no había entrenado.
Con todo eso, Willy y los demás lo encuentran en el cañón donde entrenaron y notan que Toto se siente inseguro de sí mismo pero descubren que una parvada de buitres estaba dirigiéndose a las granjas para secuestrar a las gallinas, sobre todo a la madre de Toto. Al notar esto, este y sus amigos van a rescatar a las gallinas con la colaboración de los patos, convirtiéndose Toto en un gallo volador. Habiendo cumplido con su deber, Toto decide ir al palenque para enfrentarse al Bankivoide.
Durante el evento del palenque, Toto llega para reemplazar a Don Poncho por lo que se anuncia la lucha estelar entre Toto y el Bankivoide. La lucha comienza con una superioridad evidente del Bankivoide pero poco a poco, Toto logra conectar golpes más certeros sobre su rival. La rivalidad logra ser tan encarnizada que Toto es aclamado por el público y el Bankivoide se empieza a desesperar por lo que adopta un estilo de pelea más rudo e intenso. Al recibir comentarios negativos por parte de su contrincante, Toto se arma de valor y logra dar varios golpes contra el Bankivoide para que finalmente conecte el golpe final con su canto. Esto hace que el Bankivoide sea derrotado por K.O y Toto sea declarado ganador. Con su victoria declarada, el Oscuro se niega a perder pero la Abuela lo golpea por aprovechado. Posteriormente, el Oscuro es arrestado por expropiar terrenos de forma ilegalmente.
Al momento de reunirse, el Padrino le hace saber a Don Poncho que ganaron muchísimo dinero con la apuesta. Al ver la cantidad de dinero, Toto descubre que el Padrino apostó por él, obteniendo buenas sumas de dinero y, asegurar la carrera del Bankivoide con su derrota. Lo malo radicó en que la invasión de los buitres fue orquestado por Chiquis (Ninel Conde) la novia del Bankivoide, quien quería asegurarse la victoria de su novio a base de extorsiones y así conservar su vida de lujos. Esto hace que este y el Padrino se molesten y hacen que la echen del palenque. De esta forma, Don Poncho y el Padrino liman asperezas y vuelven a ser amigos.
Al final, todos celebran el pago de deudas de la granja con una fiesta entre las gallinas, los gallos de peleas, los buitres y los patos. A la vez, Toto y Di celebran su felicidad con un beso y un canto.

## Reparto
- Bruno Bichir: Toto
- Carlos Espejel: Willy
- Angélica Vale: Bibi
- Omar Chaparro: Patín Patán
- Maite Perroni: Di
- Sergio Sendel: Bankivoide
- Rubén Moya : Matías Jiménez "El Oscuro"
- Ninel Conde: Chiquis
- Facundo: Soup Duck
- Gabriel Riva Palacio: Confi
- Humberto Vélez: Huevo Padrino
- José Lavat: Don Poncho
- Lourdes Morán: Mamá Gallina
- Maria Alicia Delgado : Pancracia Robalcábala Buena "La Abuelita".
- Humberto Vélez Jr.: Chucho
- Fernando Meza: Tlacua
- Rodolfo Riva Palacio: Cuache
- Juan Frese: Pavo Borracho
- Claudio Herrera: Cartero
- Kintaro Mori: Pato Cool J
- Carlos Siller (no acreditado): Perro Fidencio
- Paco González Narrador de Peleas

## Apertura de la tripulación por Créditos
- Diseño de sonido: Matías Barberis
- Storyboard: Alberto Juárez Melchor
- Editor de Cine: Daniel Othón M. Gallardo, Gabriel Riva Palacio Alatriste y Rodolfo Riva Palacio Alatriste
- Música: Zacarías de la Riva
- Producido por: Ignacio Casares
- Escrito y Dirigido por: Gabriel Riva Palacio Alatriste